# Новоалександровка (Чановский район)
Новоалександровка — деревня в Чановском районе Новосибирской области. Входит в состав Отреченского сельсовета.

## География
Площадь деревни — 9 гектаров.

## Население
| 2002 | 2007 | 2010 |
| ---- | ---- | ---- |
| 41   | ↗42  | ↘39  |

## Инфраструктура
В деревне по данным на 2007 год функционируют 1 учреждение здравоохранения и 1 учреждение образования.